# Senta
Pour la chanteuse de pop allemande, voir Senta-Sofia Delliponti.
Senta (en serbe cyrillique : Сента ; en hongrois : Zenta) est une ville et une municipalité de Serbie situées dans la province autonome de Voïvodine, district du Banat septentrional. Au recensement de 2011, la ville comptait 18 397 habitants et la municipalité dont elle est le centre 22 961.

## Géographie
Senta est située sur les rives de la rivière Tisa, dans la région de la Bačka.

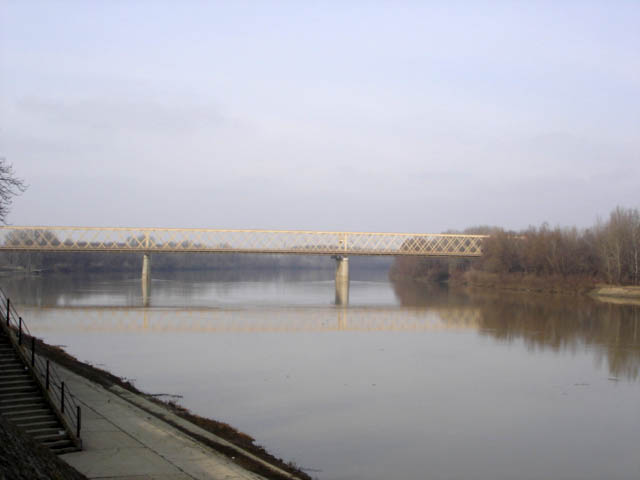
La rivière Tisa à Senta.

## Histoire
La ville est mentionnée pour la première fois en 1216 sous le nom de Szintarev. En 1246, elle fit partie du comitat de Csanád, une subdivision du royaume de Hongrie, et, en 1506, elle devint une « Ville royale libre ». En 1526, la ville fut détruite par les Ottomans, puis, aux XVIe et XVIIe siècles, existèrent à cet endroit un fort turc et un village serbe.

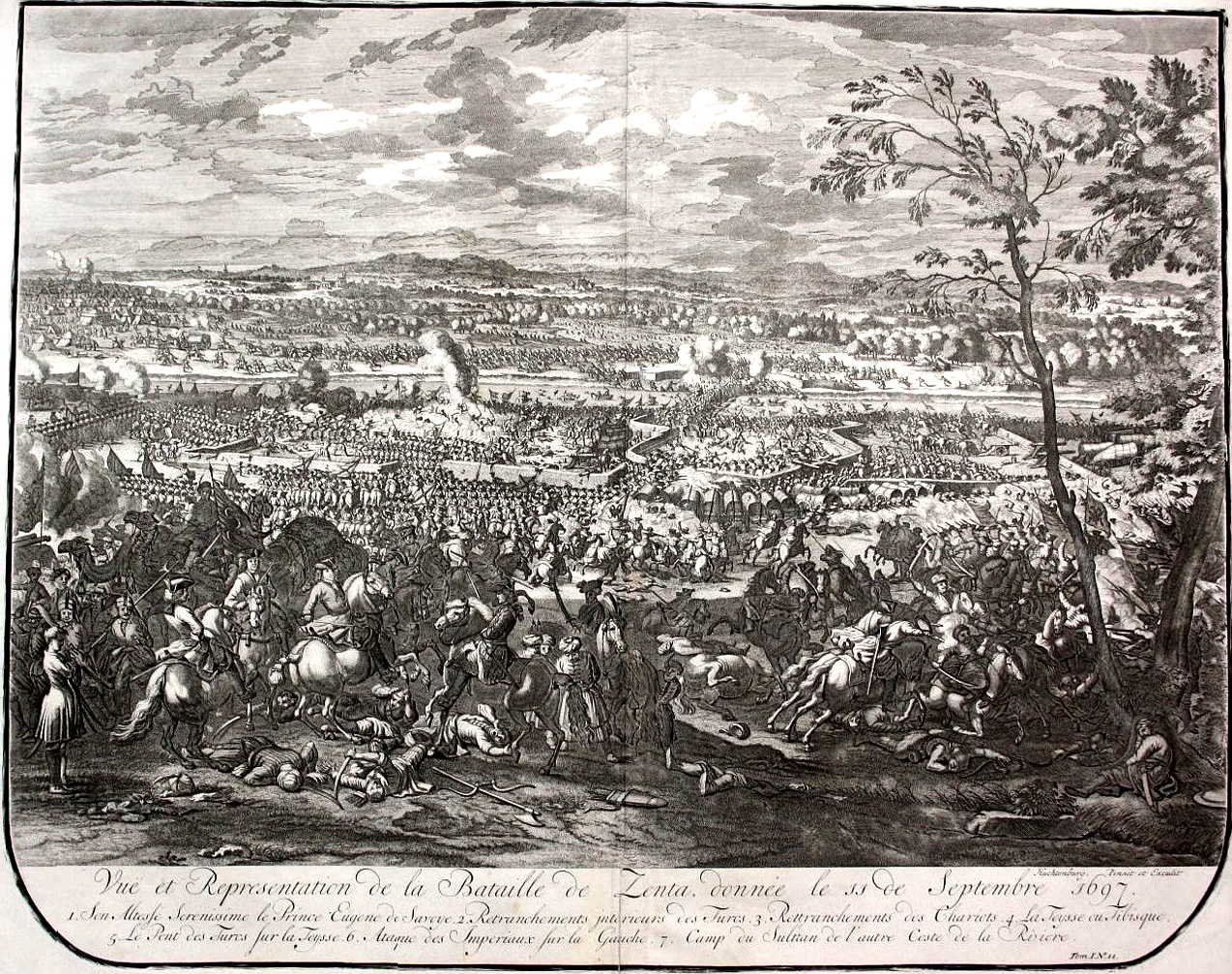
La bataille de Zenta.

En 1697, le prince Eugène de Savoie battit les Ottomans à la bataille de Zenta et après le Traité de Karlowitz, signé en 1699, la ville entra dans les possessions des Habsbourg. Elle fit alors partie de la Frontière militaire. Après la suppression de cette partie de la Frontière en 1751, la plupart des Serbes qui y vivaient émigrèrent en Russie, principalement dans les régions de Nouvelle Serbie et de Slavo-Serbie (aujourd'hui en Ukraine).
Pendant les XVIIIe et XIXe siècles, des Hongrois, des Slovaques, des Allemands et des Juifs s'installèrent dans la ville. Au recensement de 1910, Senta comptait 29 666 habitants, dont 27 221 (91,8 %) parlaient hongrois et 2 020 (6,8 %) parlaient serbe. Des Serbes se réinstallèrent dans la ville après la Première Guerre mondiale. Senta fit alors partie du royaume des Serbes, Croates et Slovènes qui, en 1929, devint le royaume de Yougoslavie.

## Localités de la municipalité de Senta

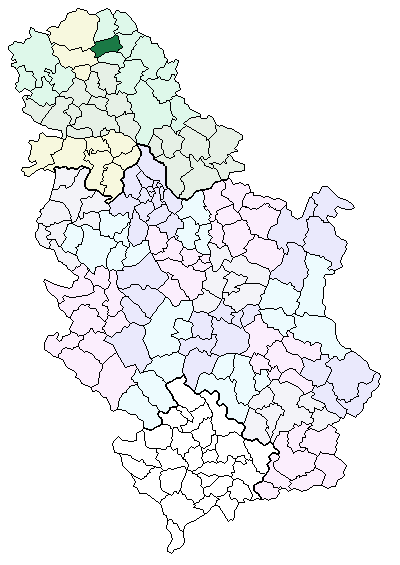
Localisation de la municipalité de Senta en Serbie.
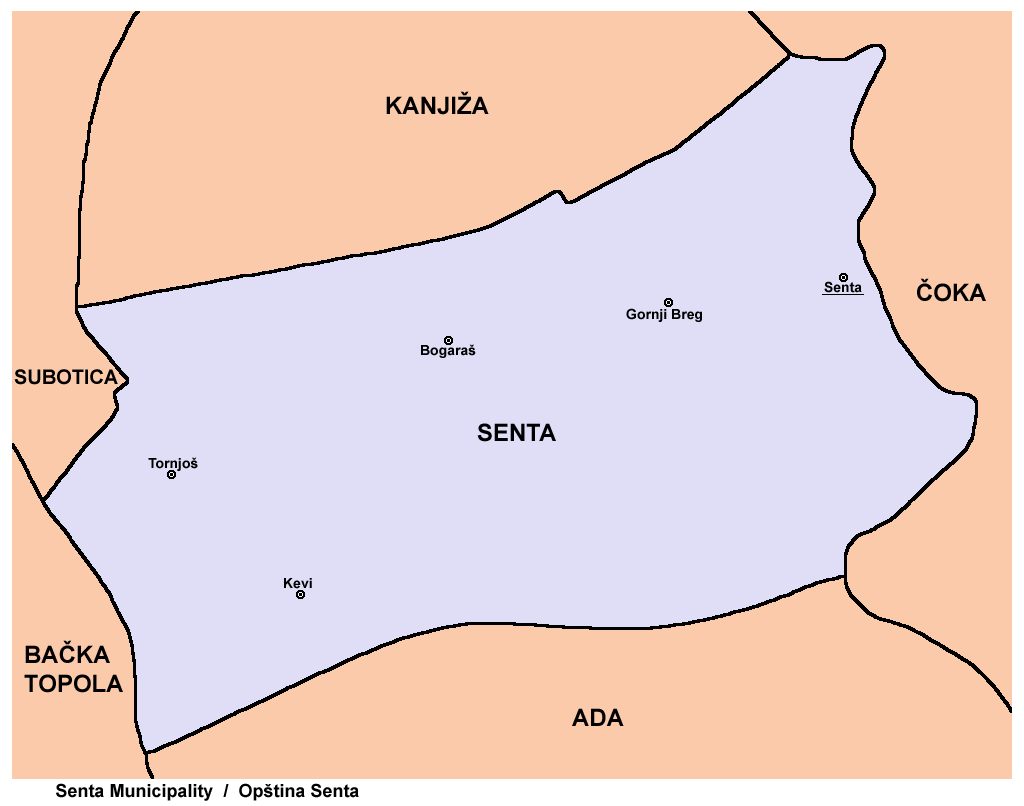
Localités de la municipalité de Senta.

La municipalité de Senta compte 5 localités :
- Bogaraš (en hongrois : Bogaras) ;
- Gornji Breg (en hongrois : Felsőhegy) ;
- Kevi (en hongrois : Kevi) ;
- Senta ;
- Tornjoš (en hongrois : Tornyos).

Senta est officiellement classée parmi les « localités urbaines » (en serbe : градско насеље et gradsko naselje) ; toutes les autres localités sont considérées comme des « villages » (село/selo).

## Démographie

### Ville

#### Évolution historique de la population dans la ville
| 1948   | 1953   | 1961   | 1971   | 1981   | 1991   | 2002   | 2011   |
| ------ | ------ | ------ | ------ | ------ | ------ | ------ | ------ |
| 23 777 | 23 320 | 25 062 | 24 723 | 23 690 | 22 827 | 20 302 | 18 397 |

### Municipalité

#### Répartition de la population dans la municipalité (2002)
Toutes les localités de la municipalité possèdent une majorité de peuplement hongroise.

## Politique
À la suite des élections locales serbes de 2008, les 28 sièges de l'assemblée municipale de Senta se répartissaient de la manière suivante :
| Parti                                                                  | Sièges |
| ---------------------------------------------------------------------- | ------ |
| Coalition hongroise                                                    | 12     |
| Parti démocratique                                                     | 9      |
| Liste « Alliance civique des Hongrois Rácz Szabó László »              | 3      |
| Liste « De l'action plus que des paroles » - G17 Plus                  | 2      |
| Ensemble pour la Voïvodine - Ligue des sociaux-démocrates de Voïvodine | 2      |

Širková Anikó, membre de la Coalition hongroise d'István Pásztor, a été élue présidente (maire) de la municipalité, avec Csízik Károly  comme président adjoint. Rácz Szabó László, de la liste « Alliance civique des Hongrois », a été élu président de l'assemblée municipale et Nagy Abonyi Pál vice-président de l'assemblée,.

## Architecture

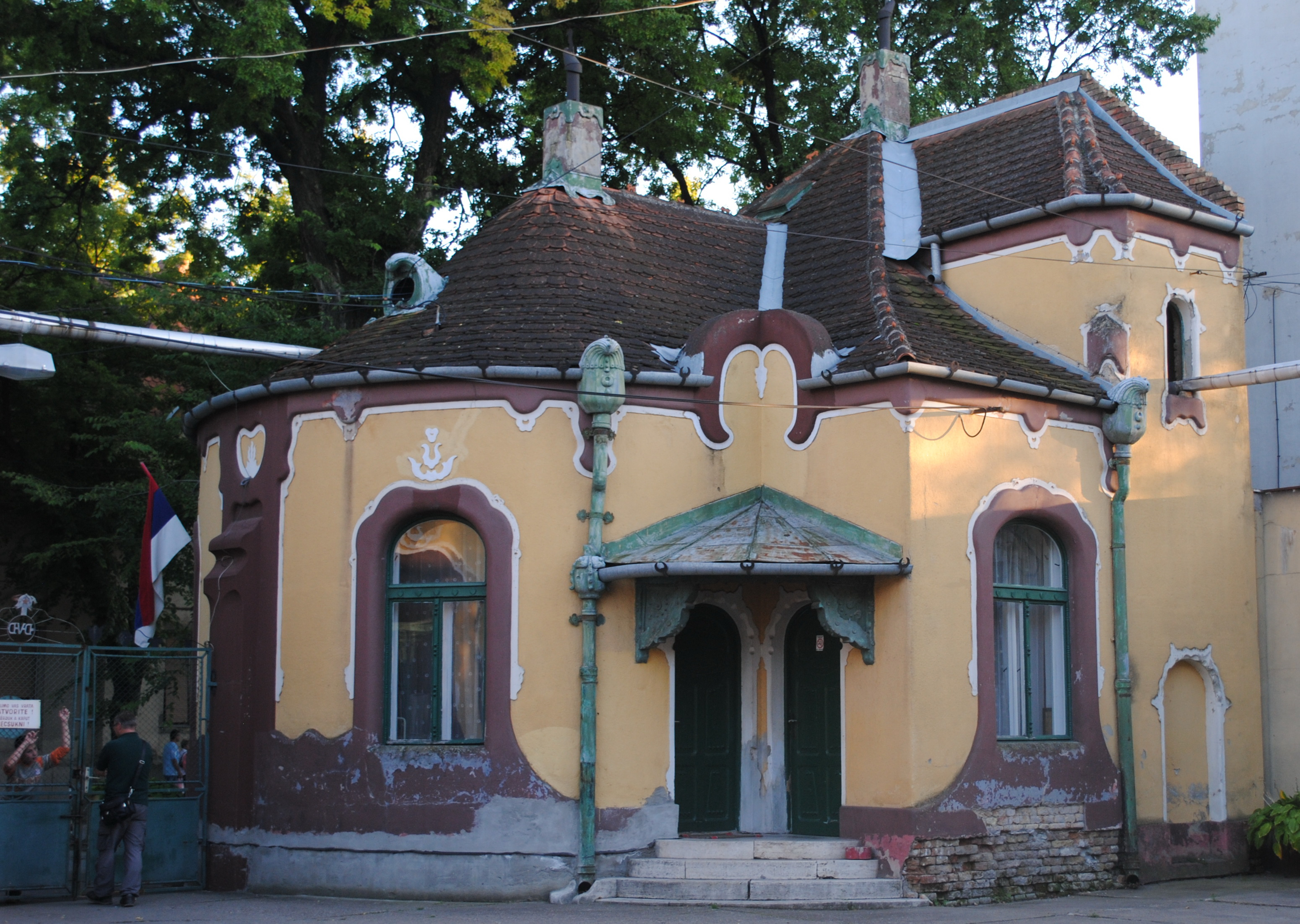
La caserne des pompiers de Senta, 1903-1904.
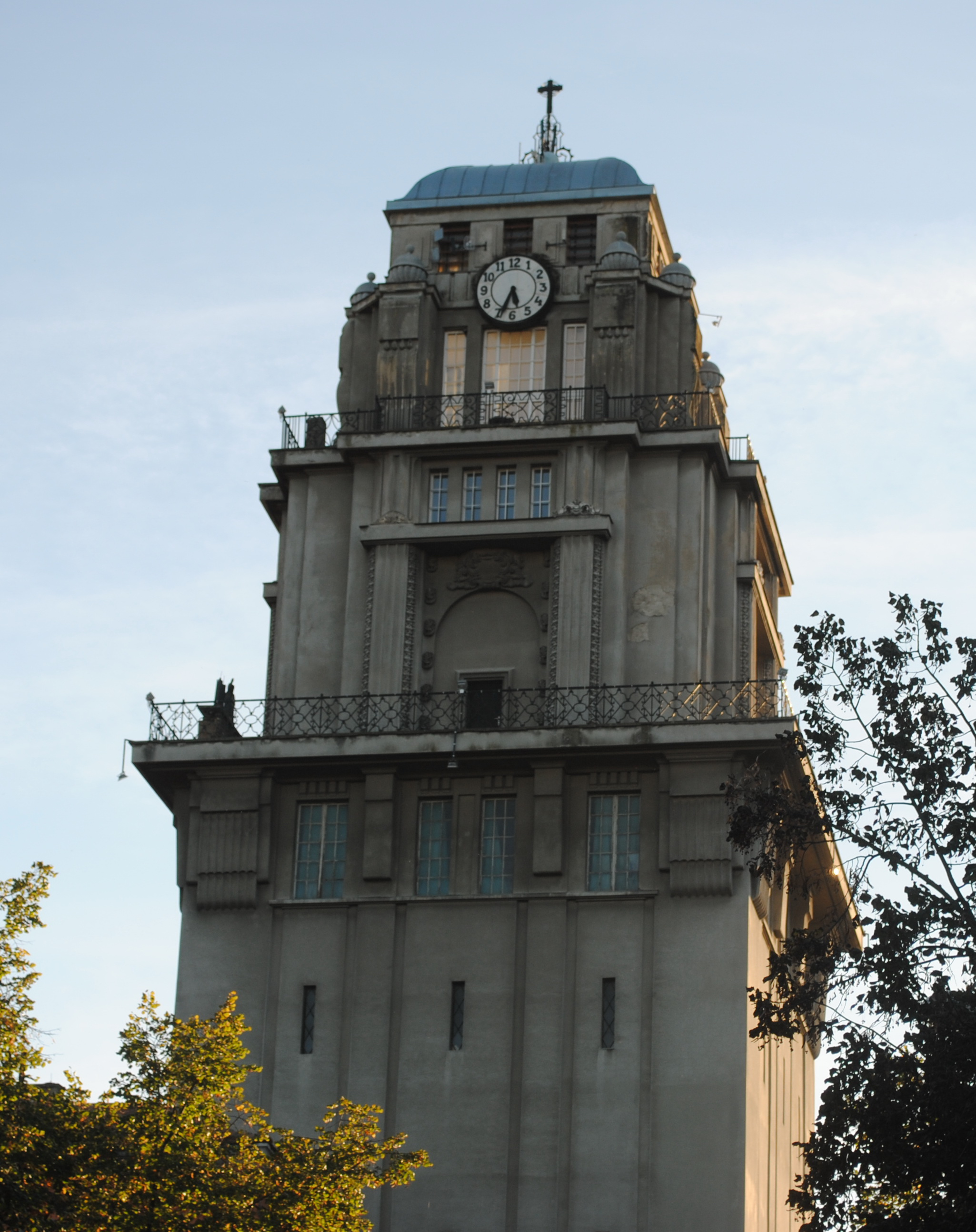
La tour de l'hôtel de ville de Senta, 1914.
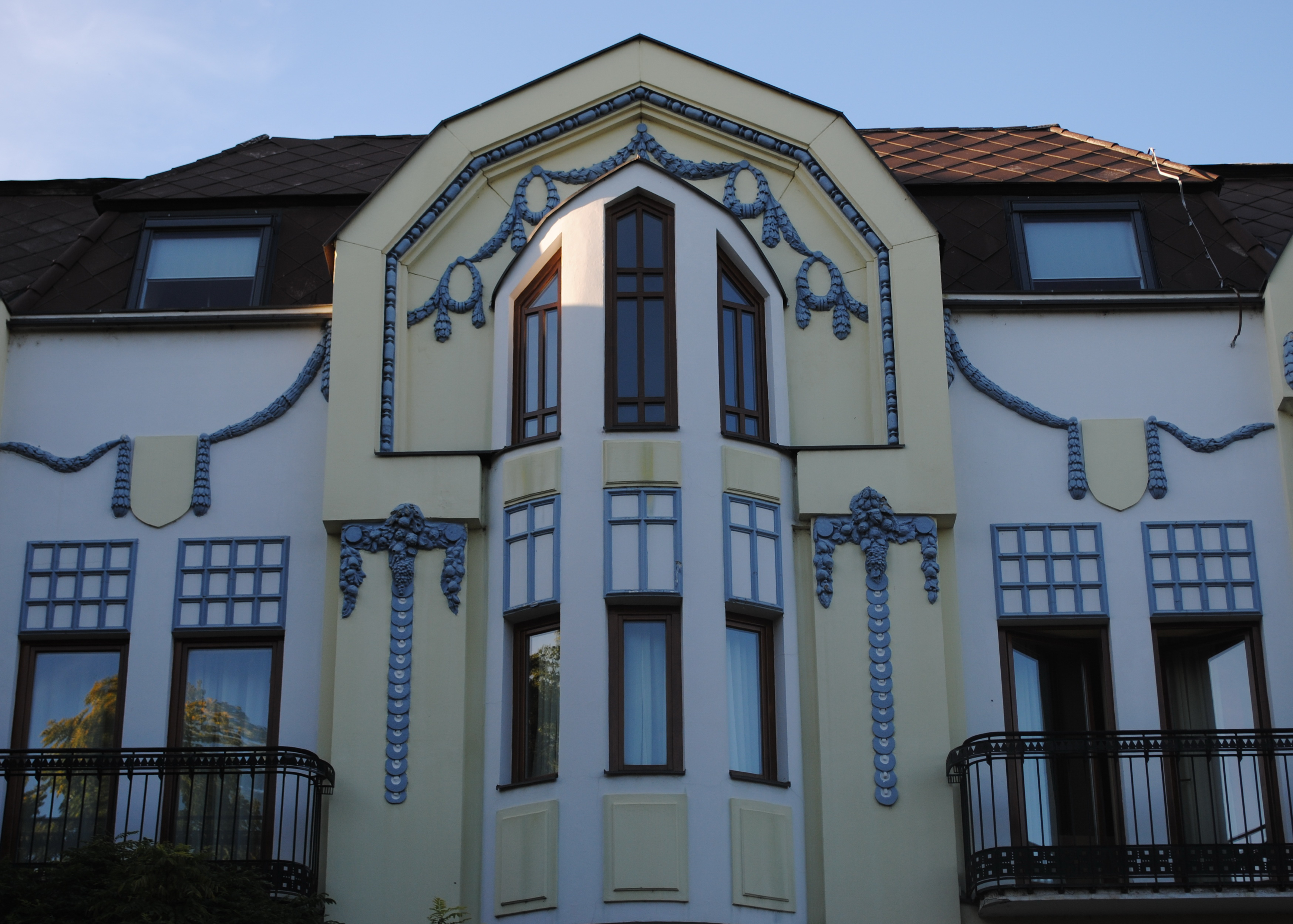
L'hôtel Rojal de Senta, 1910-1911.
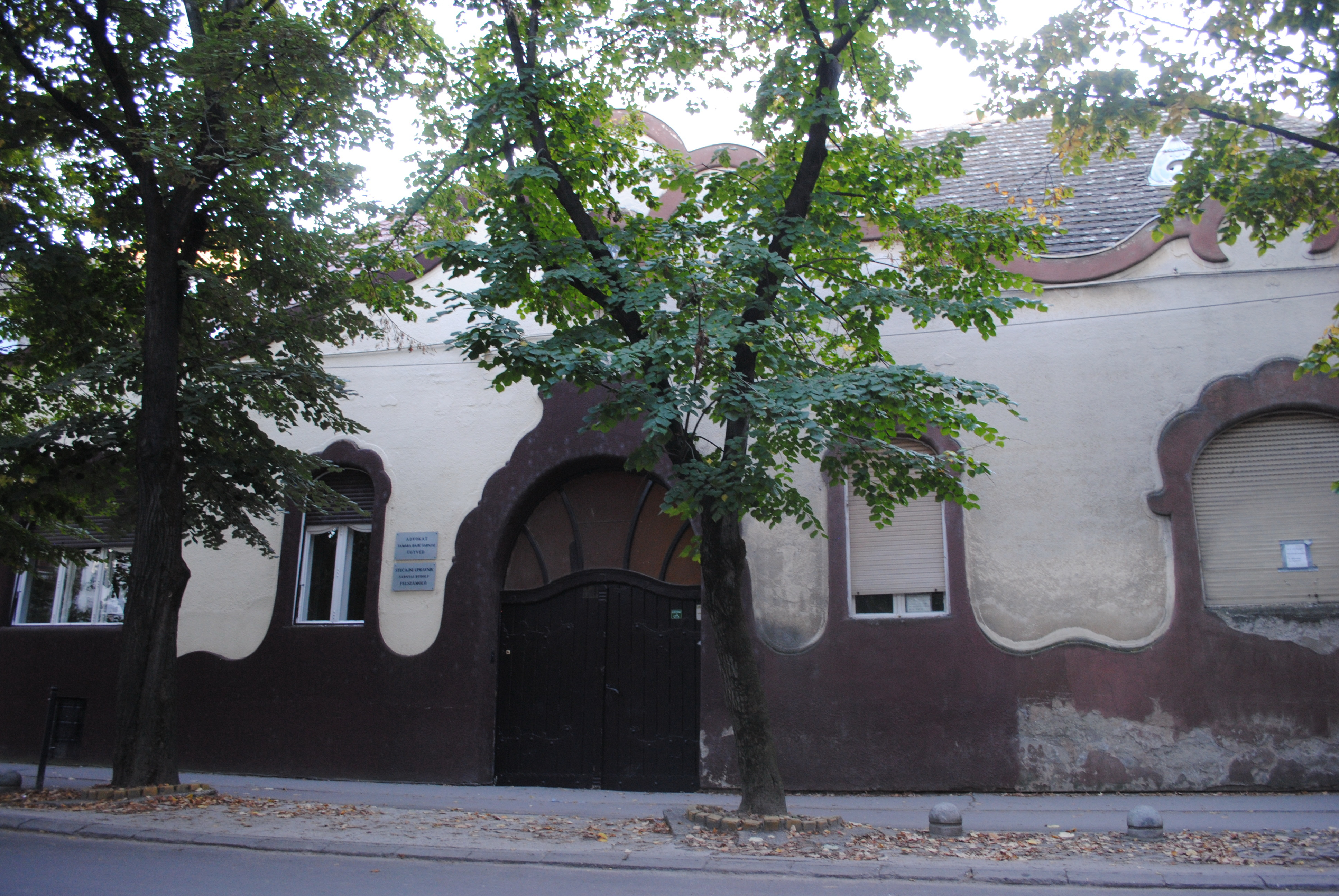
La maison Slavnić.

## Économie
Senta est le siège de la société TE - TO, qui travaille dans l'industrie sucrière,. La société Alltech Serbia, quant à elle, est engagée dans la fabrication de la levure.

## Personnalités
- Jovan Muškatirović (1743–1809), écrivain et nationaliste serbe ;
- Stevan Sremac (1855-1906), écrivain ;
- Vladimir Nikolić (1857–1922), architecte ;
- Stevan Raičković (1928–2007), poète ;
- Matija Bećković (né en 1939), poète
- Jovan Đorđević (1826-1900), fondateur du Théâtre national serbe de Novi Sad ; auteur de l'hymne de la Serbie Bože Pravde
- Stevan Branovački (1804-1880), président de la Matica srpska de 1867 à 1880 et maire de Novi Sad de 1869 à 1872 ;
- Đena Branovački (1841–1882), bienfaiteur ;
- Tamara Boroš (née en 1977), joueuse de tennis de table ;
- Sava Vuković (1930–2001), évêque, académicien ;
- Marija Gluvakov (née en 1973), pianiste ;
- Bojan Pajtić (ne en 1970), homme politique ;
- Ištvan Seli (né en 1921), historien de la littérature, académicien ;
- Michael Fekete (1886–1957), mathématicien ;
- Tanja Kragujević (née en 1946), poétesse ;
- Arpad Šterbik (né en 1979), joueur de handball ;
- Csaba Szilágyi (né en 1990), nageur.

## Coopération internationale
Senta a signé des accords de partenariat avec les villes suivantes :
- Gödöllő (Hongrie) ;
- Hódmezővásárhely (Hongrie) ;
- Cristuru Secuiesc (Roumanie) ;
- Kranj (Slovénie) ;
- Mukachevo (Ukraine).